# I. Szatürosz boszporoszi király
I. Szatürosz (latinul: Satyrus) a Boszporoszi Királyság uralkodója az i. e. 5. század és az i. e. 4. század fordulóján.
Trónra kerülésének módja bizonytalan, ennek megfelelően trónra lépésének dátuma is változó az irodalomban. I. e. 431 és i. e. 407 közötti dátumok jönnek szóba. Az bizonyos, hogy bátyját, Szeleukoszt követte az uralkodásban. A korábbi görög gyarmatváros (Pantikapaion) a trák származású Szatürosz uralkodása alatt kezdett állammá szerveződni és vált a térség egyik vezető hatalmává.
Megkezdte a Meótisz (ógörögül: Maiótisz, latinul Maeotis) térségének elfoglalását, amely alapját képezte a szpartokidák későbbi jelentős államának. E tevékenységében segítette, hogy jó kapcsolatok fűzték Athénhez, amely városállammal élénk kereskedelem folyt. Szatürosz nem nevezte magát királynak, hanem athéni mintára csak arkhónnak. Nyilván nem mondhatta fel az athéni szövetséget, amely város egyszerre volt a boszporoszi árucikkek – főleg a gabona – felvevőhelye és a kor hegemóniára törekvő tengeri nagyhatalma. Az athéniek szövetségében a krími Theodoszia ostrománál esett el.
Utódja fia, I. Leukon lett, aki folytatta a terjeszkedő, államszervező politikát.

## Külső hivatkozások
- bosporosi uralkodóházak
- Bosporos info[halott link]

| Előző uralkodó: Szeleukosz | Boszporosz királya kb. i. e. 429–387 Szpartokidák | Következő uralkodó: I. Leukon |